# الأسرة المعيشية في العصور الوسطى

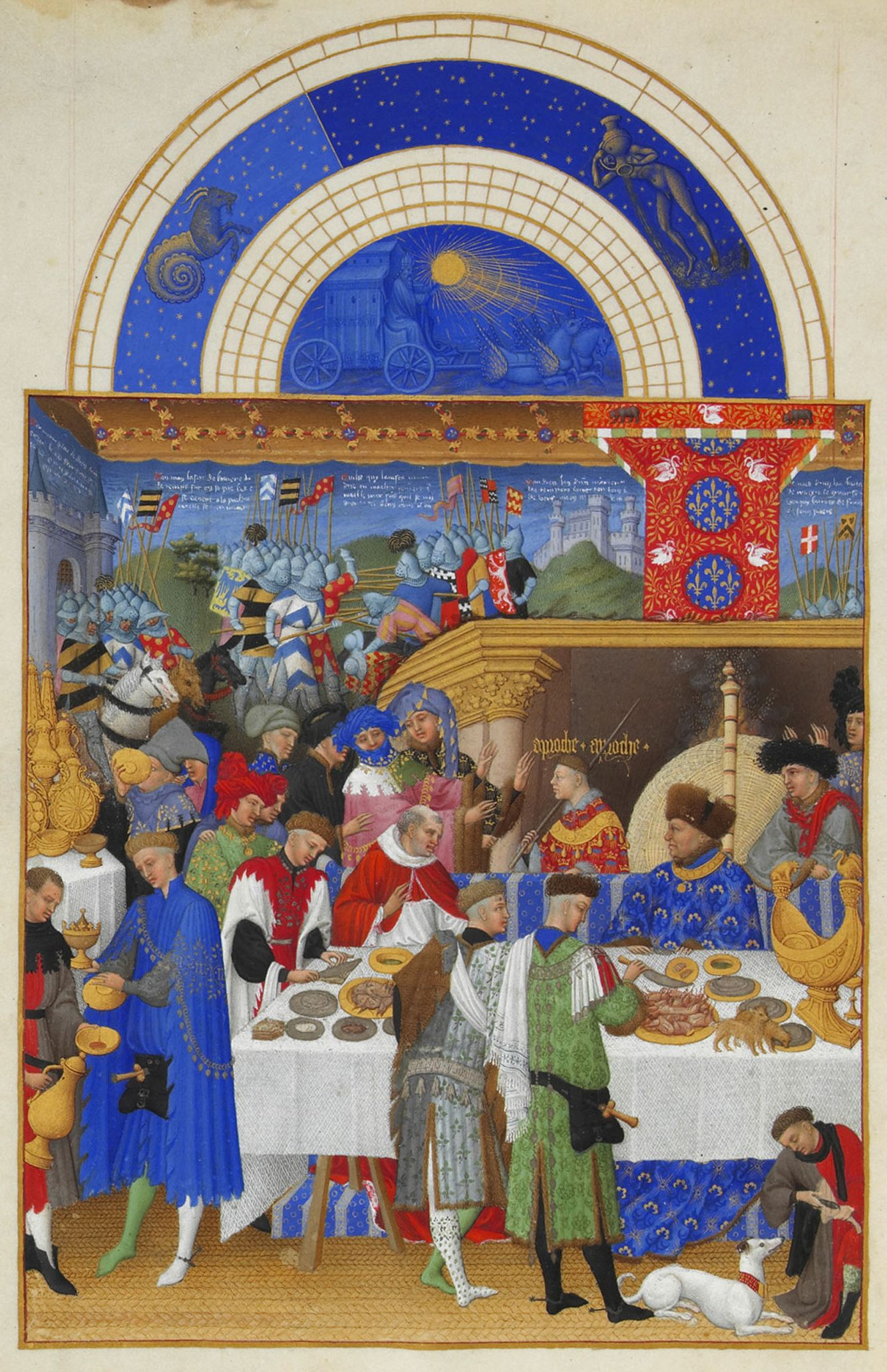
جون دوق بيري يستمتع بوجبة كبيرة. يُرى الدوق جالسًا على طاولة مرتفعة محاطًا بالعديد من الخدم والضيوف والمعالين. رسم توضيحي من كتاب (ساعات دوق دي بيري الغنية)، نحو عام 1410.

كانت الأسرة المعيشية في العصور الوسطى، مثل الأسر المعيشية الحديثة، مركز الحياة الأسرية لجميع فئات المجتمع الأوروبي. ومع ذلك، على عكس الأسرة المعيشية اليوم، فقد تألفت من أفراد أكثر بكثير من الأسرة النواة. من منزل الملك إلى منزل الفلاح الأكثر تواضعًا، يتعايش الأقارب البعيدون إلى حد ما، وأعداد مختلفة من الخدم والمُعالين مع سيد المنزل وعائلته المباشرة. حُل هيكل الأسرة في العصور الوسطى بصورة عامة مع ظهور الخصوصية في أوائل أوروبا الحديثة.
كانت الاختلافات هائلة عبر القارة بأكملها وعلى امتداد زمني لنحو 1000 عام. ومع ذلك، ما يزال من الممكن التحدث عن نموذج كلاسيكي للأسرة المعيشية في العصور الوسطى، لا سيما أنها تطورت في فرنسا الكارولنجية وانتشرت منها إلى أجزاء كبيرة من أوروبا.

## الأسر المعيشية الأرستقراطية

### خلفية تاريخية
لم يكن لدى اليونانية ولا اللاتينية كلمة تقابل كلمة «عائلة» في العصر الحديث. يجب ترجمة كلمة (عائلة، familia) اللاتينية إلى «أسرة معيشية» بدلًا من «عائلة». كانت الأسرة الأرستقراطية في روما القديمة مماثلة لتلك الموجودة في أوروبا في العصور الوسطى، وتتألف -بالإضافة إلى رب الأسرة وزوجته وأطفاله- من عدد من الموالين (العملاء)، أو المُعالين من السيد الذين يحضرون إليه، ويقدمون المشورة له، ويتلقون المكافآت. اختلف عن نظيره في العصور الوسطى في استخدام العبيد بدلًا من الخدم بأجر لأداء المهام الوضيعة. كان الاختلاف الآخر هو أنه بسبب الأمن النسبي والهدوء داخل حدود الإمبراطورية الرومانية، لم تكن هناك حاجة كبيرة للتحصين. من ناحية أخرى، كانت الأسرة الأرستقراطية في أوروبا في العصور الوسطى عسكرية بقدر ما كانت وحدة اجتماعية واقتصادية، ومنذ القرن التاسع فصاعدًا كانت القلعة هي المقر المثالي.

### البنية
تكونت الأسرة المعيشية النبيلة في العصور الوسطى من الذكور غالبًا، ويعود ذلك لطبيعتها العسكرية. قرب نهاية فترة القرون الوسطى، اضمحلت النسبة إلى حد ما، ولكن في وقت سابق، كان العنصر الأنثوي في الأسرة يتألف فقط من السيدة وبناتها، والمضيفات، وربما عدد قليل من الخادمات لأداء مهام معينة مثل الغسيل. كان العديد من الخدم الذكور أفرادًا عسكريين، وكان هناك حارس البوابة، بالإضافة إلى أعداد مختلفة من الفرسان والمحترمين (أعلى من رتبة الرجل النبيل وأقل من رتبة الفارس) لتحصين القلعة باعتبارها وحدة عسكرية. لكن العديد من هؤلاء خدموا أيضًا وظائف أخرى، وكان هناك خدم مكرسون بالكامل للمهام المنزلية. في الرتب الدنيا، اعتبر هؤلاء مجرد رجال محليين جُندوا في المناطق المحلية. غالبًا ما شغل المناصب العليا -لا سيما تلك التي تحضره ليكون ربًا للأسرة- رجال من الرتب: أبناء أقارب رب الأسرة أو خدامه.
فرض وجود الخدم من ذوي المولد النبيل تسلسلًا هرميًا اجتماعيًا على الأسرة يتوازى مع التسلسل الهرمي الذي تمليه الوظيفة. هذا التسلسل الهرمي الثاني كان على رأسه القائم بأعمال المنزل (كبديل للمشرف أو لكبير الخدم)، الذي كان يتحمل المسؤولية الرئيسية عن الشؤون الداخلية للأسرة. الحاجب هو من يهتم بالرفاهية الشخصية لرب الأسرة وعائلته، وهو المسؤول عن الغرفة وأماكن المعيشة الخاصة، أما المسؤول عن الخزانة فهو الذي يتحمل المسؤولية الرئيسية عن الملابس والأشياء المنزلية الأخرى.
تمتع المارشال بسلطة متساوية تقريبًا للمضيف. تحمل هذا الموظف المسؤولية العسكرية الحيوية عن إسطبلات وخيول الأسرة (المارشالسي)، وكان أيضًا مسؤولًا عن الانضباط. للمارشال وغيره من الخدم ذوي الرتب الأعلى مساعدين يساعدونهم في أداء مهامهم. هؤلاء -الذين يُطلق عليهم اسم الخدم أو السائسين أو الغلمان، مرتبة من الأعلى إلى الأسفل بهذا الترتيب- كانوا في أغلب الأحيان من الأولاد الصغار، على الرغم من أن الخدم في البلاطات الملكية الأكبر شمل كلًا من الحاشية النبيلة الشباب، وغالبًا من الفنانين والموسيقيين وغيرهم من المتخصصين الذين قد يتمتعون بسمعة عالمية. كان تعيين هؤلاء في منصب الخادم وسيلة لتسوية وضعهم داخل الأسرة المعيشية.
كانت إحدى أهم وظائف الأسرة المعيشية في العصور الوسطى هي شراء وتخزين وإعداد الطعام. شمل ذلك إطعام شاغلي المسكن يوميًا، وإعداد ولائم أكبر للضيوف، للحفاظ على مكانة رب الأسرة. قُسم المطبخ إلى مخزن للخبز والجبن والملاءات المنزلية، وغرفة تخزين النبيذ والبيرة والجعة. يرأس هذه الأقسام البانتلر (خادم أو ضابط مسؤول عن الخبز والمخزن في العائلة الكبيرة) ورئيس الخدم على التوالي. بحسب حجم وثروة الأسرة، تُقسم بعد ذلك هذه المناصب أكثر.
بالإضافة إلى هذه المكاتب كانت هناك حاجة للخدم لرعاية حيوانات الصيد. احتل الصياد الرئيسي موقعًا مركزيًا في المنازل النبيلة الكبرى. بالمثل، كان المقناص الرئيسي موظفًا رفيع المستوى، وغالبًا ما كان هو نفسه من مواليد النبلاء. كانت هناك احتياجات روحية يجب العناية بها، وكان المصلى الكنسي جزءًا طبيعيًا من كل منزل كبير. عمل في هذه المصليات المنزلية أعداد متفاوتة من رجال الدين. يمكن لرجال الدين وكاهني الاعتراف وكلاء الصدقات أن يخدموا في المناصب الإدارية وكذلك الدينية.

### أسر المعيشة النبيلة
كانت أسر ملوك العصور الوسطى من نواح كثيرة مجرد أسر أرستقراطية على نطاق أوسع: كما لاحظ مؤرخ البلاط البورغوني جورج شاستيلان أن البلاط أمر دوقات بورغندي بشكل رائع، «بعد أفعال ومآثر الحرب، التي تدعي المجد، فإن الأسرة المعيشية هي أول ما يلفت الأنظار، وبالتالي من الضروري للغاية التصرف والترتيب بشكل جيد». لكن في بعض النواحي، كانوا مختلفين جوهريًا. كان أحد الاختلافات الرئيسية هو الطريقة التي كان مسؤولو الأسرة المعيشية المالكة مسؤولين إلى حد كبير عن إدارة المملكة، فضلًا عن إدارة الأسرة المعيشية.
على سبيل المثال، «حكم ملوك الكابيتيون فرنسا في القرن الحادي عشر من خلال موظفين ملكيين لا يمكن تمييزهم من نواح كثيرة عن موظفي أسرهم». يكتسب هؤلاء الموظفون -بشكل أساسي المشرف، والموظف المسؤول عن الأمن، ورئيس الخدم، والقهرمان، والحاجب، والمستشار- بطبيعة الحال سلطات واسعة، ويمكن أن يستغلوا هذه القوة من أجل التقدم الاجتماعي. أحد الأمثلة على ذلك هو السلالة الكارولنجية في فرنسا، الذين ارتقوا من منصب الوكلاء الملكيين -عمدة القصر- ليصبحوا ملوكها. كان والد شارلمان، بيبان القصير، هو من استولى على الحكومة من الملك الميروفنجيوني الضعيف شيلديريك الثالث. يمكن العثور على مثال آخر في أسرة ستيوارت الملكية في اسكتلندا، والذي شهد اسم عائلتهم على خلفيتهم في الخدمة.
في نهاية المطاف، أصبحت المناصب الرئيسية للأسرة المالكة أكثر من الألقاب الفخرية الممنوحة لأكبر العائلات، ولا تعتمد بالضرورة على الحضور في البلاط. في فلاندر وبحلول القرن الثالث عشر، أصبحت مناصب الموظف المسؤول عن الأمن، ورئيس الخدم، والقائم بأعمال القصر، والحاجب، حقًا وراثيًا لبعض العائلات النبيلة، ولم يكن لها أي أهمية سياسية.